# Meiacanthus grammistes
Meiacanthus grammistes là một loài cá biển thuộc chi Meiacanthus trong họ Cá mào gà. Loài này được mô tả lần đầu tiên vào năm 1836.

## Từ nguyên
Từ định danh grammistes bắt nguồn từ grámmatos (γράμματος) trong tiếng Hy Lạp cổ đại với nghĩa là "chữ cái, ký tự", hàm ý đề cập đến 3 sọc đen trên đầu và thân của loài cá này.

## Phân bố và môi trường sống
Từ quần đảo Ryukyu, M. grammistes có phân bố trải dài về phía nam đến Tây Úc và rạn san hô Great Barrier (Úc), băng qua khu vực Đông Nam Á, về phía đông đến quần đảo Caroline và quần đảo Solomon. Ở Việt Nam, M. grammistes được ghi nhận tại cồn Cỏ (Quảng Trị) - hòn Sơn Chà (Thừa Thiên Huế), cù lao Chàm (Quảng Nam), vịnh Nha Trang, bờ biển Ninh Thuận, cù lao Câu (Bình Thuận).
M. grammistes sống trên các rạn san hô ngoài khơi và trong đầm phá, độ sâu đến ít nhất là 20 m.

## Mô tả
Tổng chiều dài lớn nhất được ghi nhận ở M. grammistes là 11 cm.
Loài này có màu trắng với 3 dải sọc đen: sọc trên cùng từ đỉnh đầu dọc lưng đến cuối vây lưng, sọc giữa từ mõm đến cuống đuôi, sọc dưới cùng từ hàm dưới đến hết vây hậu môn. Thường có các vệt đốm đen ở thân sau, có thể chồng lên sọc giữa và dưới, đối với cá thể lớn thì các chấm xuất hiện giữa các sọc đen. Vây lưng có sọc đen, đứt đoạn thành các đốm ở phía cuối. Vây hậu môn có đốm hoặc không. Vùng màu vàng trên đỉnh đầu lan rộng sang một phần thân trước và vây lưng. Chỉ cá đực trưởng thành là có sự phát triển ở hai thùy đuôi ngoài cùng.
Số gai vây lưng: 3–5; Số tia vây lưng: 25–28; Số gai vây hậu môn: 2; Số tia vây hậu môn: 14–16; Số tia vây ngực: 13–16.

## Sinh thái
Trứng của M. grammistes có chất kết dính, được gắn vào chất nền thông qua một tấm đế dính dạng sợi. Cá bột là dạng phiêu sinh vật, thường được tìm thấy ở vùng nước nông ven bờ. Trong một thí nghiệm, cá sinh sản đều đặn 8–10 ngày một lần, sức sinh sản dao động từ 500–4.200 trứng mỗi lần đẻ.
M. grammistes có tuyến nọc độc ở răng nanh. Trong một thí nghiệm, nọc độc của M. grammistes gây ra tác dụng ức chế rõ rệt đối với huyết áp trung bình của chuột được gây mê, nhưng không có tác dụng đáng kể đến nhịp tim của chuột.
M. grammistes là loài kiểu mẫu để cá mào gà Petroscirtes breviceps, cá sơn Cheilodipterus nigrotaeniatus và cá lượng con Scolopsis bilineata bắt chước kiểu hình. Những loài không độc cải trang giống loài có độc như vậy được gọi là bắt chước kiểu Bates.

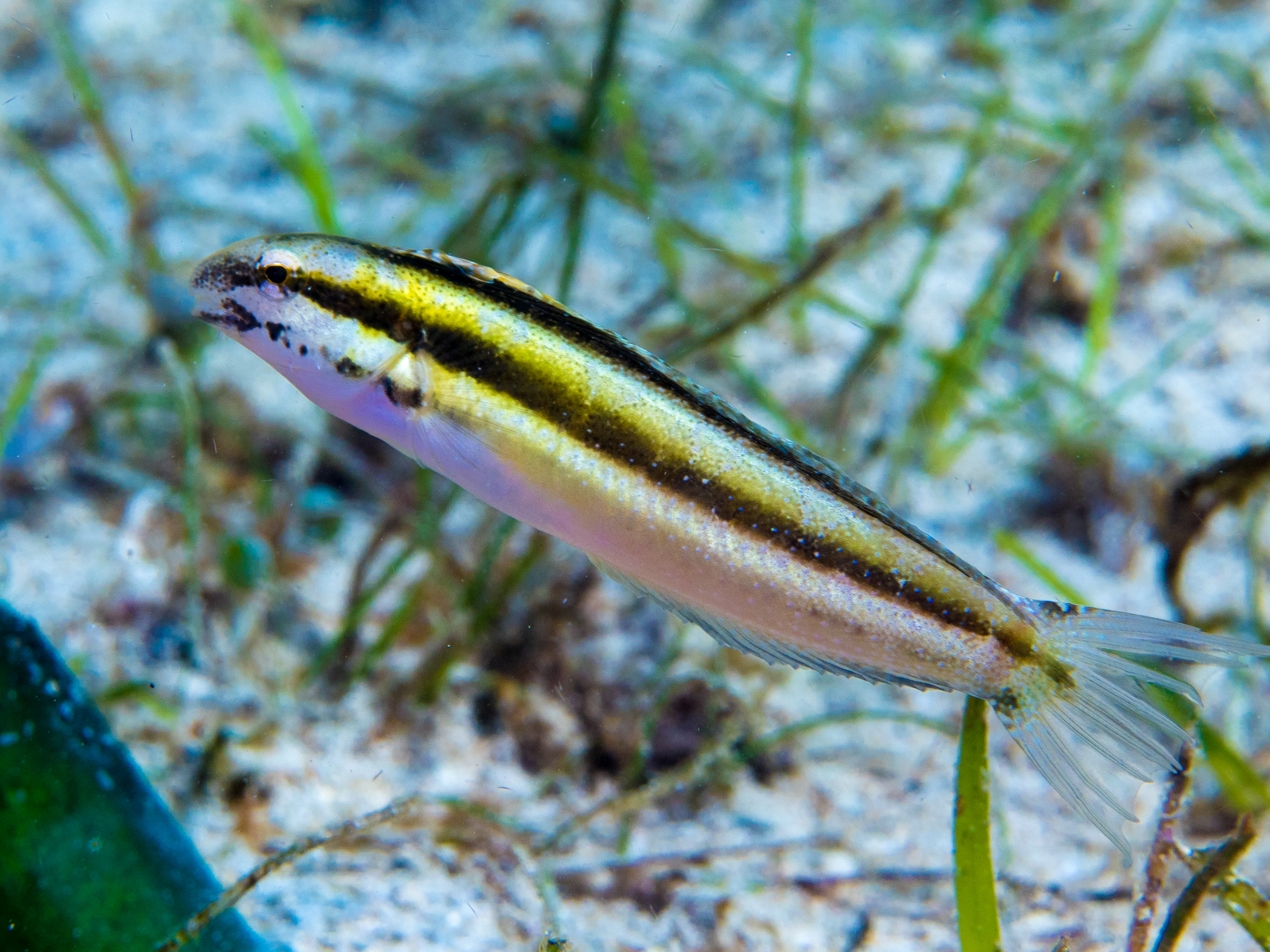
P. breviceps
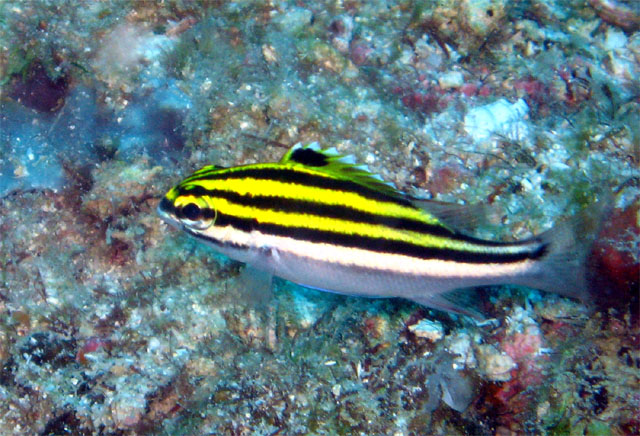
S. bilineata còn nhỏ

## Thương mại
M. grammistes được đánh bắt trong ngành buôn bán cá cảnh.